# N'Zeto
N'Zeto è una municipalità dell'Angola appartenente alla provincia dello Zaire. Ha 47.171 abitanti (stima del 2006).
Il capoluogo è N'Zeto.